# Masłowice (powiat wieluński)
Masłowice – wieś w Polsce położona w województwie łódzkim, w powiecie wieluńskim, w gminie Wieluń, położona w odległości 6 km od Wielunia. Miejscowość leży przy drodze wojewódzkiej nr 481 z Łasku do Wielunia.
W latach 1954–1959 wieś należała i była siedzibą władz gromady Masłowice, po jej zniesieniu w gromadzie Olewin. W latach 1975–1998 miejscowość należała administracyjnie do województwa sieradzkiego.

## Części wsi
| SIMC    | Nazwa      | Rodzaj    |
| ------- | ---------- | --------- |
| 0718128 | Bugaj      | część wsi |
| 0718134 | Karbanów   | część wsi |
| 0718140 | Ludwina    | część wsi |
| 0718157 | Murowaniec | część wsi |

## Historia
Wieś jest znana od 1294 r. W Masłowicach odkryto cmentarzysko szkieletowe z XI–XII w. przebadane w 1972 r. przez archeologów Muzeum Ziemi Wieluńskiej. Odkryto 85 grobów szkieletowych ułożonych w 5 rzędach. Znaleziono ozdoby ze szkła, fluorytu, bursztyny, żelazne noże, krzesiwo, także monetę Ottona i Adelajdy i drugą – z czasów Bolesława Kędzierzawego.

## Zabytki
Zachował się dwór eklektyczny z 1820 r., z dobudowaną w ok. połowy XIX w. częścią pałacową i trzecią częścią dobudowaną w końcu lat 80. oraz oficyna dworska z lat 1820-30. Jest także murowana kaplica klasycystyczna z pocz. XIX w. W podworskim parku pomnikowe okazy drzew, wśród nich cis. Przed II wojną św. majątek ten należał do Kręckich, znanych w okolicy z hodowli koni. Po wojnie majątek przechodził "z rąk do rąk". Początkowo był we władaniu Państwowych Nieruchomości Ziemskich, później było tu gospodarstwo PGR w Rudzie, a w 1967 r. stał się własnością Stacji Oceny Odmian. W części pałacowej od 1945 r. do 1968 r. mieściła się szkoła podstawowa. Było tu też przedszkole, biura i mieszkania prywatne.

## Znani ludzie urodzeni w Masłowicach
- W Masłowicach urodził się chemik oraz pionier cukrownictwa w Polsce Józef Bełza ojciec pisarza, podróżnika i działacza kulturalnego na Śląsku Stanisława Bełzy oraz sławnego poety neoromantycznego zwanego "piewcą polskości" Władysława Bełzy.